# Jérôme Mombris
Jérôme Mombris (Saint-Brieuc, Francia, 27 de noviembre de 1987) es un futbolista de Madagascar nacido en Francia que juega en la posición de defensa con el Gazélec Ajaccio de la Regional 1.

## Carrera

### Club
| Periodo   | Club               |
| --------- | ------------------ |
| 2008-2011 | Stade Plabennec    |
| 2011-2012 | US Avranches       |
| 2012–2015 | Le Havre B         |
| 2012–2016 | Le Havre AC        |
| 2016–2018 | Gazélec Ajaccio    |
| 2018–2021 | Grenoble Foot 38   |
| 2021–2022 | EA Guingamp        |
| 2022      | JS Saint-Pierroise |
| 2022–     | Gazélec Ajaccio    |

### Selección nacional
Mombris nació en Francia, su padre es de Islas Reunión y por parte del abuelo es originario de Madagascar. Decidió representar a Madagascar, con la que hizo su debut el 11 de noviembre de 2017 en el empate 1–1 ante Comoras en un partido amistoso.
Fue convocado para jugar en la Copa Africana de Naciones 2019 en la que Madagascar avanzó hasta los cuartos de final.